# Cavetown
Робин Даниэль Скиннер (родился 15 декабря 1998 года), известный под псевдонимом Cavetown — английский певец и автор песен, музыкальный продюсер и ютубер из Лондона. Его музыкальный стиль сочетает в себе элементы инди-рока, инди-попа и поп-музыки с мягкими, нежными балладами на укулеле. По состоянию на январь 2022 года у него накопилось более 8 миллионов слушателей на Spotify. Его канал на YouTube, который он начал в ноябре 2012 года, имеет 2,18 млн подписчиков и 462 769 114  просмотров по состоянию на февраль 2023. Скиннер выпустил свой четвёртый студийный альбом Sleepyhead в марте 2020 года.

## Ранние годы
Скиннер родился в Оксфорде 15 декабря 1998 года и переехал в Кембридж в возрасте восьми лет. Его интерес к музыке появился благодаря его отцу, Дэвиду Скиннеру, музыковеду и руководителю хора, который научил его играть на акустической гитаре в возрасте восьми лет. Его мать — профессиональная барочная флейтистка и учитель музыки. Скиннер учился в Парксайдском Коммунальном колледже с 2010 по 2015 год и в Hills Road Sixth Form College (Колледж шестого класса Hills Road) до 2017. Согласно одному из его видео, Робин является трансгендерным мужчиной.

## Карьера

### 2012—2015: YouTube и Bandcamp
Скиннер начал свой канал на YouTube в ноябре 2012 года и загрузил свое первое видео, оригинальную песню под названием «Haunted Lullaby», в октябре 2013 года. Первой песней, которую Скиннер написал, была «Rain» в 2013 году. Вскоре после этого Скиннер начал выпускать музыку для Bandcamp со своим первым альбомом, Everything Is Made of Clouds в возрасте 14 лет. Скиннер выпустил Gd Vibes, Nervous Friends // Pt. 1, Balance (под псевдонимом brother) и Everything is Made of Stars на Bandcamp в течение следующих двух лет.. Критики заявили, что они чувствовали «невежество» в Gd Vibes. Скиннер выпустил свой дебютный сингл «This Is Home» в августе 2015 года затем выпустил свой дебютный одноимённый альбом в ноябре 2015 года. Критики охарактеризовали альбом Cavetown как «эклектичную смесь акустики и электроники». Скиннер продолжал публиковать на своем канале YouTube каверы на песни таких исполнителей, как Pinegrove, Twenty One Pilots и Joji

### 2016—2018:16.04.16иLemon Boy
В 2016 году Скиннер выпустил свой второй студийный альбом 16/04/16. Альбом включает смесь "тёплой мелодичной музыки в жанре bedroom pop" и "лоу-фай инди-рока". Альбом был посвящен другу детства Скиннера, Джеку Грэхему, который умер от лейкемии в первый день выпуска альбома. 60 % выручки от продажи альбома были пожертвованы британской организации Cancer Research UK.
В апреле 2017 года, ещё учась в Sixth Form College, Скиннер дошел до финала конкурса Cambridge Band Competition, выиграв как Best Acoustic Act, так и Kimberley Rew Award за сочинение песен, и продолжил выступление на Strawberry Fair в июне 2017 года. В 2018 году он выпустил свой третий альбом Lemon Boy. на август 2020, заглавный трек альбома собрал 54 миллиона прослушиваний на Spotify и 15 миллионов просмотров на YouTube.

### 2019 — настоящее время: Animal Kingdom и Sleepyhead

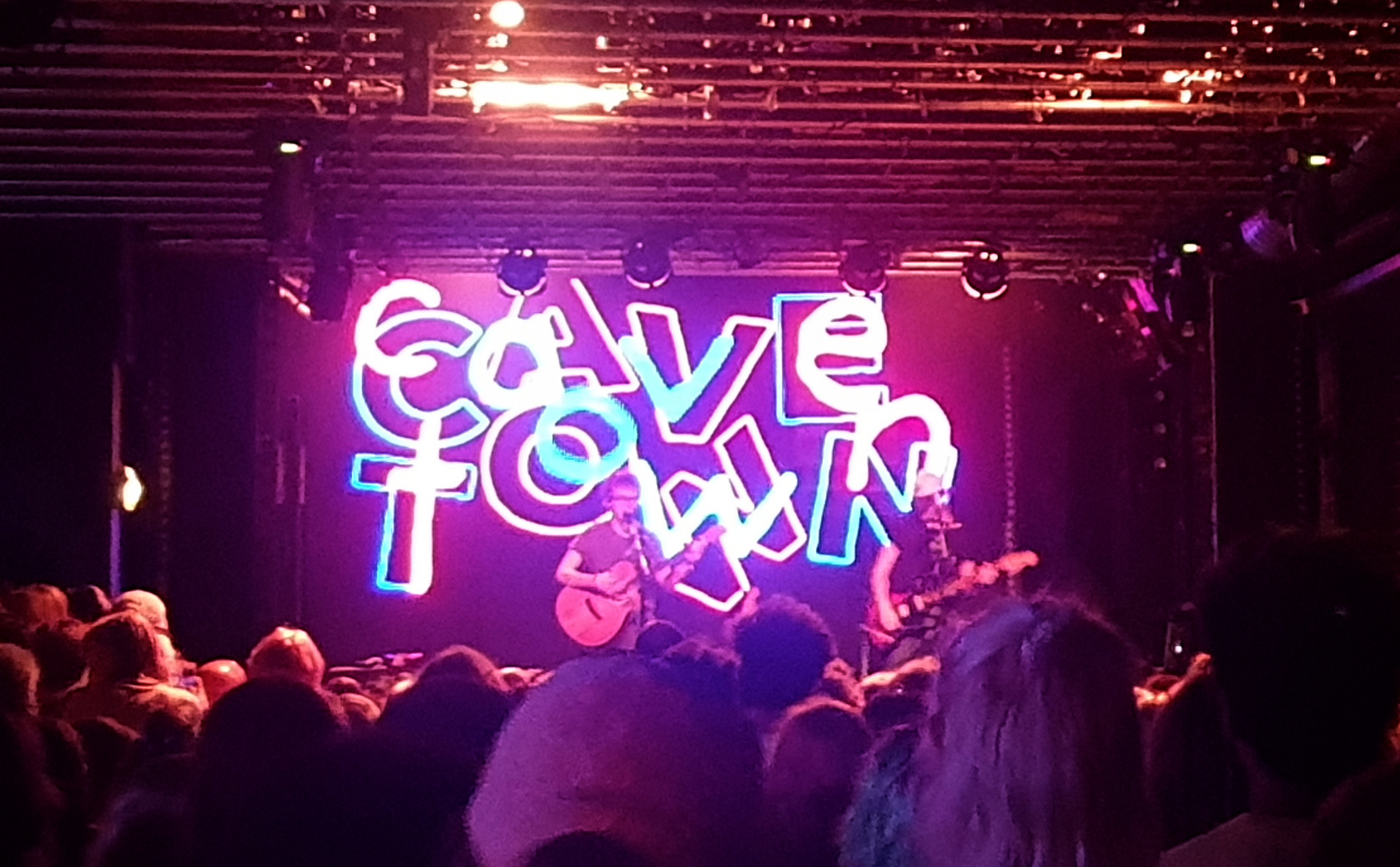
Cavetown в Вене в августе 2019 года

В 2019 году Скиннер выпустил пять сплит-синглов, которые позже были объединены в Animal Kingdom, микстейп из десяти треков, включая каверы и оригинальные синглы с участием Сидни Гиша, Сими, Хлои Мориондо и Spookyghostboy. Он спродюсировал сингл «Prom Dress» от Mxmtoon, который собрал более 8 миллионов просмотров на Spotify и был использован в более чем 100 000 видео на платформе обмена видео TikTok. Сингл вошел в дебютный альбом Mxmtoon The Masquerade , который также был полностью спродюсирован Скиннером. Скиннер выступал на акустической сцене на фестивале Victorious в августе 2019 года. В 2019 году он подписал контракт с лейблом Sire Records, где выпустил сингл «Telescope» перед своим грядущим альбомом, позже анонсированным как Sleepyhead. В октябре 2019 года Скиннер отправился в серию аншлаговых турне по всему миру. За четыре месяца он отыграл в турне 31 концерт в США и 15 в Великобритании. К нему присоединились хунны и mxmtoon в нескольких шоу в турне по Великобритании, а также полевой медик и Хлоя Мориондо в нескольких шоу в турне по США. В октябре 2019 года Скиннер объявил о своем турне по восточному побережью Австралии, которое состоялось в январе 2020 года, в котором его сопровождал spookyghostboy.
В 2020 году Скиннер выпустил свой дебютный альбом на мейджор-лейбле Sleepyhead и появился в серии сессий Recording Academy в поддержку MusiCares. Он отменил тур в поддержку Sleepyhead из -за пандемии COVID-19 в июне 2020 года. В июле 2020 года Скиннер сотрудничал с Тессой Вайолет над синглом «Smoke Signals» и объявил о запуске своей линии одежды унисекс Cave Collective

## Дискография

### Студийные альбомы
| Название   | Описание                                                                                 | Высшая позиция в чартах | Высшая позиция в чартах | Высшая позиция в чартах  | Продажи                  |
| Название   | Описание                                                                                 | UK                      | US Heat                 | US<br id="mw5w"><br>Folk | Продажи                  |
| ---------- | ---------------------------------------------------------------------------------------- | ----------------------- | ----------------------- | ------------------------ | ------------------------ |
| Cavetown   | - Выпущен: 9 ноября 2015 - Лейбл: Oat Milk - Формат: цифровая дистрибуция                | —                       | —                       | —                        |                          |
| 16/04/16   | - Выпущен: 15 август 2016 - Лейбл: Oat Milk - Формат: цифровая дистрибуция               | —                       | —                       | —                        |                          |
| Lemon Boy  | - Выпущен: 1 января 2018 - Лейбл: Oat Milk - Формат: цифровая дистрибуция, CD, винил     | —                       | —                       | —                        |                          |
| Sleepyhead | - Выпущен: 27 марта 2020 - Лейбл: Sire Records - Формат: цифровая дистрибуция, CD, винил | 52                      | 12                      | 16                       | - US: 3,000 (first week) |

### Микстейпы
| Название       | Описание                                                                              |
| -------------- | ------------------------------------------------------------------------------------- |
| Animal Kingdom | - Выпущен: 12 апреля 2019 - Лейбл: Oat Milk - Формат: цифровая дистрибуция, CD, винил |

### Синглы
| Год  | Название                                         | Альбом                                 |
| ---- | ------------------------------------------------ | -------------------------------------- |
| 2015 | «This is Home»                                   | Сингл вне альбома                      |
| 2018 | «Just Add Water»                                 | Dear.                                  |
| 2018 | «Juliet»                                         | Animal Kingdom: Sandy                  |
| 2018 | «Boys Will Be Bugs»                              | Animal Kingdom: Comet[upper-alpha 1]   |
| 2019 | «Advice»                                         | Animal Kingdom: Ash[upper-alpha 1]     |
| 2019 | «Self Control» (Frank Ocean cover)               | Animal Kingdom: Shells[upper-alpha 1]  |
| 2019 | «Hug All Ur Friends»                             | Animal Kingdom: Jackson[upper-alpha 1] |
| 2019 | «Home»                                           | Сингл вне альбома                      |
| 2019 | «Feb 14»                                         | Sleepyhead                             |
| 2019 | «Telescope»                                      | Sleepyhead                             |
| 2019 | «Things That Make It Warm»                       | Sleepyhead                             |
| 2019 | «You’ve Got a Friend in Me» (Randy Newman cover) | Сингл вне альбома                      |
| 2020 | «Sweet Tooth»                                    | Sleepyhead                             |
| 2020 | «I Miss My Mum»                                  | Sleepyhead                             |
| 2020 | «Smoke Signals (feat. Tessa Violet)»             | Non-album singles                      |
| 2020 | «Sharpener»                                      | Non-album singles                      |

Избранные композиции
| Год  | Название                                    | Альбом                |
| ---- | ------------------------------------------- | --------------------- |
| 2018 | «Devil Town» (with Kevin Devine)            | Devinyl Splits No. 11 |
| 2020 | "Is Your Bedroom Ceiling Bored? (with Sody) | Сингл вне альбома     |
| 2020 | «Lemons» (with Brye)                        | Сингл вне альбома     |

- Everything Is Made of Clouds (2013)[12]
- Gd Vibes (2014)[13]
- Nervous Friends // Pt. 1 (2015)[14]
- Balance (2015)[15][48]
- Everything Is Made of Stars (2015)[16]

### Комментарии
1. ↑  The full mixtape album Animal Kingdom was released in a series of 5 single sets over the space of 4 months, starting with Animal Kingdom: Sandy which was released on 28 November 2018 and ending with Animal Kingdom: Jackson which was released on 28 March 2019.